# Шушњар (Лазаревац)
Шушњар је насеље у градској општини Лазаревац у граду Београду. Према попису из 2022. било је 492 становника.

## Положај села
Шушњар је мало насеље у непосредној близини Лазаревца, управо на косама западно од њега, а доскора је био заселак Петке. Засновано је на крчевинама густе шуме о почетку прошлога века. Куће су по странама коса. Већи део кућа је на рзвођу Шушњарице и потока Дубоке Јаруге. Насеље је разређеног типа. Шушњар је главни путем подељен на два безимена краја.

## Воде
Речица Шушњарица утиче у Лукавицу. У селу има два извора; Бабинац и Копљаник, али се вода за пиће и остале домаће потебе користи са бунара. У месту Пољанице непрестано подвире вода, рони у земљу, али се извор никако не јавља.

## Земље и шуме
Њиве и ливаде су помешане. Оне су на местима која се зову: Обренове Ливаде, Кућерине до Лазаревца, Зољара, Велико Брдо, Хајдучка Коса, Грабовица, Дебело Брдо, Велика Ливада, Анатема, Лука и Поље.
Шума је у месту Пределима, а готово свака кућа има свој забран.

## Старине у селу
Неко старо гробље било је на Дебелом Брду, од кога данас нема никаквог трага. Ту, на Дебелом Брду, вођене су крваве борбе између српске и аустроуграске војске у Колубарској бици 1914. године.

## Име селу
Село је добило име по густој шуми у којој је настало због велике количине опалог лишћа у позну јесен, које се у тим крајевима назива „шушањ“ те је село по томе добило своје име, Шушњар.

## Подаци о селу
Ово насеље се први пут помиње 1818. године, а 1844. године имало је 44 куће са 99 становника. Гробље је у селу на месту на коме је било неко старо гробље. Заветни дан је летњи Св. Никола. данас Шушњар има 16 родова са 60 кућа и једна цигански род са једном кућом.

## Демографија
У насељу Шушњар живи 229 пунолетних становника, а просечна старост становништва износи 35,3 година (33,9 код мушкараца и 36,8 код жена). У насељу има 93 домаћинства, а просечан број чланова по домаћинству је 3,46.
Ово насеље је великим делом насељено Србима (према попису из 2002. године).
|  |

| Демографија | Демографија | Демографија |
| Година      | Становника  | Становника  |
| ----------- | ----------- | ----------- |
| 1948.       | 253         |             |
| 1953.       | 269         |             |
| 1961.       | 260         |             |
| 1971.       | 355         |             |
| 1981.       | 347         |             |
| 1991.       | 609         | 261         |
| 2002.       | 322         | 322         |

| Етнички састав према попису из 2002.‍ | Етнички састав према попису из 2002.‍ | Етнички састав према попису из 2002.‍ | Етнички састав према попису из 2002.‍ | Етнички састав према попису из 2002.‍ |
| ------------------------------------ | ------------------------------------ | ------------------------------------ | ------------------------------------ | ------------------------------------ |
|                                      |                                      |                                      |                                      |                                      |
| Срби                                 | Срби                                 |                                      | 308                                  | 95,65%                               |
| Црногорци                            | Црногорци                            |                                      | 5                                    | 1,55%                                |
| Роми                                 | Роми                                 |                                      | 4                                    | 1,24%                                |
| непознато                            | непознато                            |                                      | 4                                    | 1,24%                                |

| Година пописа     | 1948. | 1953. | 1961. | 1971. | 1981. | 1991. | 2002. |
| ----------------- | ----- | ----- | ----- | ----- | ----- | ----- | ----- |
| Број домаћинстава | 48    | 49    | 59    | 86    | 99    | 176   | 93    |

| Број чланова      | 1 | 2  | 3  | 4  | 5  | 6 | 7 | 8 | 9 | 10 и више | Просек |
| ----------------- | - | -- | -- | -- | -- | - | - | - | - | --------- | ------ |
| Број домаћинстава | 9 | 19 | 17 | 28 | 12 | 4 | 4 | 0 | 0 | 0         | 3,46   |

| Пол    | Укупно | Неожењен/Неудата | Ожењен/Удата | Удовац/Удовица | Разведен/Разведена | Непознато |
| ------ | ------ | ---------------- | ------------ | -------------- | ------------------ | --------- |
| Мушки  | 121    | 37               | 84           | 0              | 0                  | 0         |
| Женски | 129    | 25               | 86           | 16             | 2                  | 0         |
| УКУПНО | 250    | 62               | 170          | 16             | 2                  | 0         |

| Пол    | Укупно                    | Пољопривреда, лов и шумарство | Рибарство                            | Вађење руде и камена | Прерађивачка индустрија       |
| ------ | ------------------------- | ----------------------------- | ------------------------------------ | -------------------- | ----------------------------- |
| Мушки  | 67                        | 1                             | 0                                    | 30                   | 12                            |
| Женски | 28                        | 1                             | 0                                    | 5                    | 6                             |
| УКУПНО | 95                        | 2                             | 0                                    | 35                   | 18                            |
| Пол    | Производња и снабдевање   | Грађевинарство                | Трговина                             | Хотели и ресторани   | Саобраћај, складиштење и везе |
| Мушки  | 3                         | 5                             | 2                                    | 7                    | 4                             |
| Женски | 1                         | 1                             | 2                                    | 3                    | 0                             |
| УКУПНО | 4                         | 6                             | 4                                    | 10                   | 4                             |
| Пол    | Финансијско посредовање   | Некретнине                    | Државна управа и одбрана             | Образовање           | Здравствени и социјални рад   |
| Мушки  | 0                         | 0                             | 3                                    | 0                    | 0                             |
| Женски | 0                         | 0                             | 2                                    | 4                    | 2                             |
| УКУПНО | 0                         | 0                             | 5                                    | 4                    | 2                             |
| Пол    | Остале услужне активности | Приватна домаћинства          | Екстериторијалне организације и тела | Непознато            | Непознато                     |
| Мушки  | 0                         | 0                             | 0                                    | 0                    | 0                             |
| Женски | 0                         | 0                             | 0                                    | 1                    | 1                             |
| УКУПНО | 0                         | 0                             | 0                                    | 1                    | 1                             |